# Rásidún
A Rásidún (magyarul „helyesen vezetettek” ) kalifák uralkodása az iszlám világban a nyugati történészek által patriarchális kalifátusnak nevezett, 632 és 661 között tartó időszak. A szunnita iszlám négy helyesen vezetett kalifát ismer, a cím négy első viselőjét: Abu Bakrot, Umar ibn al-Hattábot, Uszmán ibn Affánt és Ali ibn Abi Tálibot. Gyakorta hozzájuk sorolják a később uralkodó, rendkívül vallásos omajjád II. Omárt is.

## A patriarchális kalifátus története
Bővebben lásd az egyes kalifák szócikkeit!
A Rásidún időszakának legjelentősebb vívmánya a kalifátus kialakítása volt, amely egyben tartotta a Mohamed próféta halála után széteső, csak felületesen iszlamizált arabokat tömörítő arábiai „birodalmat”.
Abu Bakré (ur.: 632 – 634) a függetlenedő törzsek lázadása, a ridda leverésének és az északi expanzió megkezdésének érdeme. Omár (ur.: 634 – 644) korában hatalmas hódítások történtek: Szíria, Palesztina, Egyiptom, Mezopotámia egyaránt arab kézbe került, és az Újperzsa Birodalom folyamatos visszavonulásban volt. Az etnikai és kulturális tekintetben sokszínű meghódított területekkel az iszlám állama birodalommá bővült, melynek igazgatását Omár alakította ki, és ő szabályozta a meghódított lakosság helyzetét is.
Oszmán (ur.: 644 – 656) alatt az arabok megdöntötték a perzsa birodalmat, folytatták nyugati előrenyomulásukat Afrikában, rendszeresen pusztították Anatólia földjét és flottát építettek ki, amellyel a Földközi-tengeren is megszorongatták a Bizánci Birodalmat. Bár már Abu Bakr idején készült egy gyűjtemény, Oszmán nevéhez fűződik a Korán máig használatos, kanonikus redakciójának megalkotása. Erre az időre az Arab Birodalom peremvidékein élő katonák és számos prominens társ (ld. szahába) körében társadalmi és vallási jellegű mozgalmak alakultak ki, és Oszmánnal lázongó egyiptomi katonák végeztek.
Az Oszmán meggyilkolását helyeslő Ali (ur.: 656 – 661) – a a síiták első imámja – uralkodása folyamatos belharcokkal telt (ld. első fitna). Medinából az iraki Kúfába tette át székhelyét. Le kellett számolnia a medinai pietistákkal, majd az Oszmán meggyilkolásáért elégtételt követelő szíriai helytartó, Muávija ellen vonult. A döntő sziffíni csata során tárgyalásokba bocsátkozott, ám a döntőbírák ellene ítéltek. Ezt nem volt hajlandó elfogadni, de mielőtt megtámadta volna ellenfelét, saját, a tárgyalást ellenző hívei (a háridzsiták) körében végzett pusztítást. Viselkedése miatt számos támogatója elhagyta, végül a háridzsiták gyilkolták meg.

### II. Omár
II. Omárt, aki rövid ideig uralkodott (717 – 720), mélyen vallásos muszlimként nevelték, és elődjével, az elpuhult Szulejmánnal szemben valóságos aszkétaként viselkedett. Nagyban bátorította az iszlám terjesztését, és igyekezett mérsékelni a különbségeket a „régi” (arab) és „új” muszlimok között. Kegyes viselkedésével érdemelte ki, hogy később a „helyesen vezetettek” közé sorolták.

## A patriarchális kalifátus rendezőelvei
A Rásidún uralma afféle másodlagos teokrácia (az elsődleges Mohamedé). Szerepük még leginkább valamiféle törzsi vezetőjéére, sejkére hasonlít, aki mellett a hagyományos tanácsot (súra) a próféta harcostársai (szahába) helyettesítették. A társak és a kalifák gyakorlatilag kollektív hatalomgyakorlással uralkodtak ugyanabban a szellemben, ahogy korábban Mohamed tette.
A közösséget (umma) képviselő befolyásos, mértékadó körök reális hatalmát fejezi ki, hogy az első négy uralkodó nem dinasztikus alapon követte egymást, hanem egyetértéssel (idzsmá) választották meg az utódot, akit a hűségeskük (bajaa) által ismertek el. A korra iszlámelvűség jellemző, amely azt jelenti, hogy minden muszlimot egyenlően kezeltek (igaz, nem bátorították a térítést). Az Omajjádok hatalomra kerülésével a helyzet megváltozott. Muávija ugyan még letetette a hűségesküt, ám ezt követően dinasztikus elvek alapján öröklődött a kalifátus, a közösségi döntéseket pedig az egyéni uralkodói határozatok váltották fel. Nem véletlen, hogy az arab történetírás Muávija kapcsán említette meg a királyság (mulk) kialakulását. Ezzel párhuzamosan arab elvű politika került az előtérbe, ami azt jelentette, hogy a kiváltságos arab uralkodórétegekkel szemben az iszlámot újonnan felvevők csak afféle kliensréteget képeztek (ld. maula, tbsz. maváli).

## Nem szunnita nézőpont
A síiták szerint egyetlen jogos kalifa uralkodott az iszlám történetében, mégpedig Ali, aki elől Mohamed (és rajta keresztül Isten) akaratát meghazudtolva elődei elbitorolták a rangot, majd Muávija elragadta tőle. Vér szerinti utódai, az imámok nem voltak kalifák, így a Rásid terminus egyedül Alira vonatkozhat. A háridzsiták és különböző ágaik (például az ibáditák) csak Abu Bakrot és Omárt tekintik „helyesen vezetettnek”, elismerve, hogy Oszmán és Ali uralkodásának is voltak „tiszta” időszakai.

## Rásidún kalifák listája
| Kép/Pénzérme | Uralkodó                                                                           | Uralkodott | Arab írásmód   | Megjegyzés                      |
| ------------ | ---------------------------------------------------------------------------------- | ---------- | -------------- | ------------------------------- |
|              | Abu Bakr eredeti nevén ABDALLÁH ibn Uszmán * 573. október 27. † 634. augusztus 23. | 632 – 634  | لصديق أبو بكر  | Mohammed apósa.                 |
|              | I. Omár ibn al-Hattáb * 581/583 † 644. november 7.                                 | 634 – 644  | عمر بن لخطاب   | Mohammed apósa.                 |
|              | Oszmán ibn Affán * 574/579 † 656. július 17.                                       | 644 – 656  | عفان عثمان بن  | Mohammed veje.                  |
|              | Ali ibn Abi Tálib * 599. március 17. † 661. január 27.                             | 656 – 661  | ﺑﻲ طالب علي بن | Mohammed unokatestvére és veje. |